# Уламок імперії
«Уламок імперії» (інша назва: «Пан фабком») — радянський німий художній фільм-драма 1929 року режисера Фрідріха Ермлера. Картина завершила епоху радянського кіноавангарду 1920-х років з його образністю кіномови, монтажними пошуками, психологізмом акторської гри. У 1967 році фільм був озвучений музикою композитора Володимира Дєшевова.

## Сюжет
Дія фільму розгортається в невеликому населеному пункті під час Громадянської війни. Залізнична платформа місцевої станції завалена трупами. Раптом станційна сторожиха, знімаючи з убитих чоботи, виявляє, що один з червоноармійців подає ознаки життя. Вона і контужений унтер-офіцер Філімонов, який нічого не пам'ятає, приносять його в будинок. Там червоноармієць приходить до тями і, страждаючи від спраги, відштовхує цуценят від собаки, що недавно народила, і жадібно починає смоктати молоко. У цей момент в приміщення заходить білий офіцер і вбиває собаку. Тифозного червоноармійця він чіпати не став, вирішивши, що той і так помре. Тоді Філімонов несвідомо намагається допомогти червоноармійцю, годує його.
Подальша дія фільму відбувається в 1928 році. Філімонов як і раніше нічого не пам'ятає. Однак у вікні вагона поїзда миготить знайоме жіноче обличчя, і пам'ять повертається до колишнього унтер-офіцера. Він згадує подробиці своєї військової служби, згадує, що він раніше жив в Петербурзі і що у нього була дружина. Він вирішує повернутися туди. Однак після прибуття колишнього Петербурга Філімонов не бачить: кругом будуються нові високі будівлі, а в центрі площі височіє пам'ятник Леніну. Наляканий і розгублений Філімонов йде до адресного бюро, але там йому повідомляють, що місце проживання його дружини невідомо. Тоді він прямує до свого колишнього господаря, який раніше володів фабрикою.
Розчулений поведінкою Філімонова, який звертався до нього виключно «барин», колишній фабрикант видає йому рекомендаційну записку, з нею колишній унтер-офіцер відправляється на фабрику. Там з'ясовується, що нинішній фабком — той самий врятований Філімоновим червоноармієць, тому Філімонов без всяких перешкод стає робітником на ткацькій фабриці. Однак Філімонов ніяк не може зрозуміти, на кого він працює, кому він служить. Він з подивом дивиться на жінку-директора, намагається заховати «Правду» і в результаті не витримує і вибігає з криком: «Хто господар?!». Робітники заводу підходять до нього, заспокоюють і пояснюють, хто «господар».
Незабаром Філімонов знаходить свою дружину, Наташу, яка, вважаючи його загиблим, вийшла заміж за культпрацівника, який читає лекції про новий побут. Однак в житті він — звичайний домашній тиран, який ображає дружину, постійно чіпляється до неї. Філімонов пропонує Наташі піти з ним. Вона невпевнено дивиться на нього, хитає головою — шляху назад вже немає. «Жалюгідні уламки імперії!» — вимовляє на прощання Філімонов і збирається піти з цього будинку. Наташа коливається, але так і не наважується піти за колишнім чоловіком. «Кінець», — говорить вона. Але Філімонов не сумує. Він іде зі словами: «Кінець чи? У нас ще багато роботи, товариші».

## У ролях
- Федір Нікітін —  Філімонов, унтер-офіцер
- Людмила Семенова —  Наталія, його колишня дружина
- Валерій Соловцов —  її новий чоловік, культпрацівник
- Яків Гудкін —  Яків, поранений червоноармієць
- В'ячеслав Вісковський —  колишній господар фабрики
- Сергій Герасимов —  меншовик
- Варвара Мясникова —  жінка в трамваї
- Урсула Круг — епізод
- Олександр Мельников —  комсомолець  (немає в титрах)
- Еміль Галь —  пасажир в поїзді  (немає в титрах)

## Знімальна група
- Режисер — Фрідріх Ермлер
- Сценаристи — Катерина Виноградська, Фрідріх Ермлер
- Оператори — Євген Шнейдер, Гліб Буштуєв
- Композитор — Володимир Дєшевов
- Художник — Євген Єней